# Elezioni parlamentari in Birmania del 2015
Le elezioni parlamentari in Birmania del 2015 si tennero l'8 novembre per il rinnovo della Camera dei rappresentanti (Pyithu Hluttaw) e della Camera delle nazionalità (Amyotha Hluttaw).
Le consultazioni videro la vittoria della Lega Nazionale per la Democrazia del leader e Premio Nobel per la Pace Aung San Suu Kyi, che ottenne la maggioranza assoluta dei seggi. Per ottenere la maggioranza assoluta dei seggi in parlamento, era necessario vincere i due terzi dei seggi in palio nelle elezioni, poiché il 25% dei seggi non era di origine elettiva ma riservato a membri nominati dalle forze armate, come previsto dalla nuova costituzione approvata nel 2008.
Si trattò delle prime elezioni generali libere dal 1990, quando le elezioni furono annullate dalla giunta militare in seguito alla vittoria della stessa Lega. Il sistema elettorale adottato è il sistema maggioritario uninominale a turno unico.

## Risultati

### Camera dei rappresentanti
| Liste                                                  | Voti       | %     | Seggi |
| ------------------------------------------------------ | ---------- | ----- | ----- |
| Lega Nazionale per la Democrazia                       | 12.794.561 | 57,06 | 255   |
| Partito dell'Unione della Solidarietà e dello Sviluppo | 6.341.920  | 28,20 | 30    |
| Partito Nazionale dell'Arakan                          | 490.664    | 2,19  | 12    |
| Partito di Unità Nazionale                             | 419.442    | 1,87  | -     |
| Lega delle Nazionalità Shan per la Democrazia          | 352.914    | 1,57  | 12    |
| Organizzazione Nazionale Pa-O                          | 224.673    | 1,00  | 3     |
| Partito dello Sviluppo dei Contadini della Birmania    | 171.821    | 0,77  | -     |
| Partito Democratico delle Nazionalità Shan             | 133.486    | 0,60  | -     |
| Forza Democratica Nazionale                            | 112.285    | 0,50  | -     |
| Partito Nazionale Taang                                | 97.394     | 0,43  | 3     |
| Partito Nazionale Mon                                  | 94.621     | 0,42  | -     |
| Partito del Popolo Kayin                               | 82.910     | 0,37  | -     |
| Partito della Democrazia dello Stato del Kachin        | 27.877     | 0,12  | 1     |
| Congresso Zomi per la Democrazia                       | 27.142     | 0,12  | 2     |
| Partito dello Sviluppo Nazionale Lisu                  | 24.096     | 0,11  | 2     |
| Partito della Democrazia e dell'Unità Kokang           | 13.990     | 0,06  | 1     |
| Partito Democratico Wa                                 | 8.216      | 0,04  | 1     |
| Indipendenti e altri                                   | 1.005.617  | 4,48  | 1     |
| Seggi non assegnati                                    |            |       | 7     |
| Membri nominati di diritto (militari)                  |            |       | 110   |
| Totale                                                 | 22.423.629 |       | 440   |

### Camera delle nazionalità
| Liste                                                  | Seggi |
| ------------------------------------------------------ | ----- |
| Lega Nazionale per la Democrazia                       | 135   |
| Partito dell'Unione della Solidarietà e dello Sviluppo | 11    |
| Altri                                                  | 22    |
| Membri nominati di diritto (militari)                  | 56    |
| Totale                                                 | 224   |